# بدخشان
بدخشان (الفارسي : بدخشان، الطاجيكية : Бадахшон) هي المنطقة التاريخية التي تضم أجزاء من ما هو الآن شمال شرق أفغانستان وجنوب شرق طاجيكستان.

## أصل الاسم
يعود الاسم إلى ولاية بدخشان التي هي واحدة من أربعة وثلاثين ولاية من ولايات أفغانستان والتي تقع في أقصى الشمال الشرقي من أفغانستان، وتحتوي على ممر واخان. الكثير من بدخشان التاريخية تكمن في طاجيكستان في منطقة غورنو بدخشان المتمتعة بالحكم الذاتي في ولاية تقع في الجزء الجنوبي الشرقي من البلاد. موسيقى بدخشانية هي جزء مهم من التراث الثقافي للمنطقة.

## انظر أيضاً

إقليم جورنو – بادخشان في جنوب شرق طاجيكستان

## أعلام
- بيرم خان

## وصلات خارجية
- معلومات عن بدخشتان